# The Eleventh Hour (Jars of Clay)
The Eleventh Hour è il quarto album in studio del gruppo musicale statunitense Jars of Clay, pubblicato nel 2002.

## Tracce
1. Disappear – 3:56
2. Something Beautiful – 3:46
3. Revolution – 3:42
4. Fly – 3:20
5. I Need You – 3:40
6. Silence – 5:17
7. Scarlet – 3:32
8. Whatever She Wants – 3:43
9. The Eleventh Hour – 4:27
10. These Ordinary Days – 3:04
11. The Edge of Water – 3:54